# Dimitrie Rosetti
Dimitrie Rosetti a fost un politician român din secolul al XIX-lea, ministru al cultelor (după Gheorghe Cuciureanu) în guvernul condus de Anastasie Panu, la Iași, după Mica Unire, dar înainte de unirea administrativă a Principatelor Române.